# 디옥시유리딘
디옥시유리딘(영어: deoxyuridine, dU)은 디옥시리보뉴클레오사이드의 한 종류이다. 디옥시유리딘은 유리딘과 화학적 구조가 유사하지만, 유리딘은 5탄당이 리보스이고, 디옥시유리딘은 5탄당이 리보스의 2' 탄소에 위치한 하이드록시기(-OH)가 수소(-H)로 치환된 디옥시리보스라는 것이 차이점이다.
아이독슈리딘과 트라이플루리딘은 항바이러스제로 사용되는 디옥시유리딘의 변종 화합물이다. 이들 변종 화합물들은 DNA 복제 과정에 기질로 사용될 정도로 화학적 구조가 유사하지만, 정상적인 염기쌍의 형성을 방지하는 부위(아이독슈리딘은 -I, 트라이플루리딘은 -CF3)를 가지고 있다.
디옥시유리딘의 용도 중 하나는 에독수딘 합성의 전구물질로 사용되는 것이다.